# انجمن بین‌المللی طراحان گرافیک
انجمن بین‌المللی طراحان گرافیک (AGI) باشگاه جهانی هنرمندان حرفه‌ای در زمینه طراحی و گرافیک است. این انجمن حدود ۳۷۰ عضو از ۳۲ کشور دارد.
نقش و اهمیت انجمن بین‌المللی طراحان گرافیک (AGI) ترویج طراحی حرفه‌ای گرافیک و گسترش روابط و تعامل میان اعضای خود، از طریق برگزاری سخنرانی‌ها، آموزش و انتشارات است. این کار موجب رشد دانش و تجربه مخاطبین و طراحان جوان و سایر موسسات، سازمان‌ها و شرکت‌های درگیر با طراحی گرافیک می‌شود.

## پیشینه
در سال ۱۹۵۱ دو طراح گرافیک سوئیسی به همراه سه طراح گرافیک از فرانسه تصمیم گرفتند نوعی ارتباط رسمی بین خود برقرار کنند. در سال ۱۹۵۲ انجمن بین‌المللی طراحان گرافیک در پاریس با ۶۵ عضو از طراحان جوان فرانسوی بریتانیایی و سویسی آغاز به‌کار کرد. اولین نمایش این انجمن در سال ۱۹۵۵ در پاریس برگزار شد. در سال ۱۹۶۹ مقر انجمن به زوریخ نقل مکان کرد.
در مجموع در دهه ۱۹۶۰ انجمن به گسترش ارتباطات و در دهه هفتاد به تحکیم خود پرداخت.

## فعالیت‌ها
انجمن بین‌المللی طراحان گرافیک (AGI) نمایشگاه‌هایی از آثار اعضای خود برگزار می‌کند که در اشاعه فرم‌ها، تکنیک‌ها و ایده‌های جدید بسیار مؤثر است. انتشار منظم یک کتاب از آثار و ایده‌های اعضا از دیگر فعالیت‌های این انجمن می‌باشد. همچنین برقراری ارتباط با دانشکده‌ها و آموزشگاه‌های هنری، نهادهای دولتی و موسسات تجاری، به منظور ترویج طراحی گرافیک و ارتقاء سواد بصری از دیگر اهداف انجمن است.
مهم‌ترین رویداد انجمن بین‌المللی طراحان گرافیک (AGI) کنگره سالانه آن است که هر سال در یک کشور برگزار می‌شود.

## اعضای ایرانی
مرتضی ممیز، قباد شیوا، ابراهیم حقیقی، رضا عابدینی، ساعد مشکی، مجید عباسی.
اولین طراح گرافیک از ایران مرتضی ممیز بود که در چهل‌ویک سالگی به دعوت والتر آلنر و میلتون گلیزر از ایالات متحده امریکا و رومن چیسلویش از لهستان در کنگره‌ی ونیز ۱۹۷۷ به‌عضویت ای‌جی‌ای درآمد. در آن زمان ایران، سومین کشور آسیایی عضو این اتحادیه‌ی بین‌المللی بود. ممیز تنها عضو ایرانی اتحادیه تا پایان قرن بیستم بود، تا اینکه با تلاش و معرفی او و برونو اولدانی از نروژ، سه طراح گرافیک دیگر از ایران یعنی قباد شیوا، ابراهیم حقیقی و رضا عابدینی در کنگره‌ی پاریس ۲۰۰۱ که خود نیز در آن حضور داشت، به عضویت ای‌جی‌آی درآمدند. ساعد مشکی در کنگره‌ی سان‌فرانسیسکو ۲۰۰۲ و مجید عباسی در کنگره‌ی استانبول ۲۰۰۹ اعضای ایرانی دیگر از ایران در سا‌ل‌های بعد بودند. رضا عابدینی هم اکنون عضو اتحادیه نیست.
اولین مدیر اعضای ایرانی اتحادیه مرتضی ممیز بود تا اینکه در سال ۲۰۲۱، اعضای ایرانی، قباد شیوا را به‌عنوان مدیر بخش ایرانی انتخاب کردند.